# Garstang
Koordinaten: 53° 54′ N, 2° 47′ W

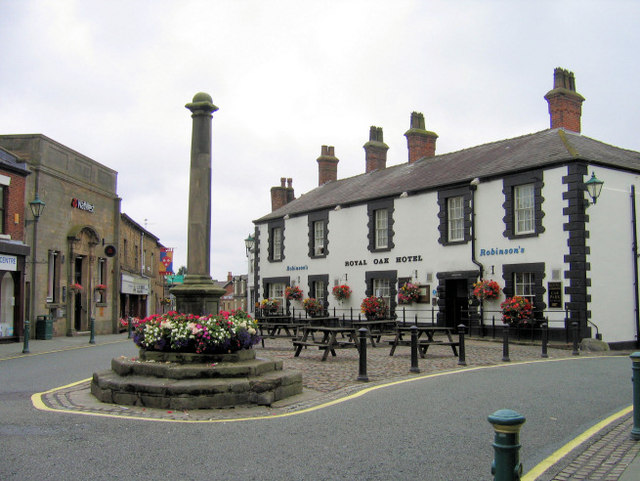
Garstang - Das Marktkreuz

Garstang ist ein Ort mit 4076 Einwohnern (2001) und eine civil parish in Lancashire, England.

## Geschichte
Garstang wird bereits im Domesday Book als Cherestanc erwähnt und liegt an einer alten Hauptverkehrsverbindung von England nach Schottland, was wiederholt zu Zerstörungen führte, wie etwa 1322, als die Schotten den Ort zerstörten. 1349/1350 wütete die Pest in Garstang.
Die Kapitelherren der Cockersand Abbey erhielten 1310 das Recht einen Wochenmarkt in Garstang abzuhalten. Der Markt wurde aber schon vor der Reformation und der Auflösung der Klöster nicht mehr abgehalten und so gewährte Elisabeth I. 1597 dem Ort erneut das Marktrecht.

## Geografie
Garstang liegt am River Wyre, der im Osten und Süden des Ortes fließt, sowie dem Lancaster Canal im Westen. Der Bahnhof Garstang and Catterall (ursprünglich Garstang Station) der Lancaster and Preston Junction Railway (heute Teil der West Coast Main Line) in Catterall war bis zu seiner Schließung 1969 der Bahnhof der Stadt im Eisenbahnfernverkehr. Der Bahnhof Garstang Town an der Garstang and Knot-End Railway wurde 1930 mit der Einstellung des Personenverkehrs auf der Linie geschlossen.

## Berühmte Einwohner
- Paul Swarbrick (* 1958), römisch-katholischer Geistlicher, Bischof von Lancaster
- Marie Anne Hobbs, Radiomoderatorin bei BBC Radio 1.
- Dicky Bond, englischer Fußballnationalspieler und Spieler bei Preston North End und Bradford City.